# Patrick Wilson (Schlagzeuger)
Patrick George Wilson (* 1. Februar 1969 in Buffalo, New York) ist ein US-amerikanischer Musiker, Sänger und Songwriter. Bekannt ist er vor allem als Schlagzeuger und Mitbegründer der Rockband Weezer, mit der er 15 Studioalben aufgenommen hat.
Neben seiner Arbeit mit Weezer ist Wilson auch Frontmann seiner eigenen Band, The Special Goodness.

## Karriere

### Frühe Lebensjahre
Patrick Wilson wurde am 1. Februar 1969 in Buffalo, New York, geboren und wuchs im nahegelegenen Clarence auf. Er kam schon sehr früh mit Musik in Berührung, als er 1976 als erstes Musikstück Barry Manilows Album This One's for You kaufte. Kurz nach seinem 15. Geburtstag besuchte er sein erstes Konzert und sah Van Halen. Dies inspirierte ihn dazu, Schlagzeugunterricht zu nehmen. In seinem letzten Jahr an der Clarence High School begannen Wilson und sein Freund Greg Czarnecki, das Instrument zu unterrichten, und zogen schließlich über 30 Schüler an.
Nach seinem Highschool-Abschluss 1987 besuchte Wilson kurzzeitig ein örtliches College, brach das Studium aber nach einem Semester ab. Er kommentierte: „Das College ist so ein Blödsinn. Zu viel Politik und Gerangel um Gunst. Ich konnte es einfach nicht. Das College ist großartig, wenn man lernen will, aber darum geht es im College nicht. Es geht darum, den Professor glücklich zu machen, gute Noten zu bekommen und bei IBM angenommen zu werden. An einem Ort, an dem nur College-Absolventen angenommen werden, bin ich nicht sehr interessiert.“
Da er die lokale Musikszene satt hatte und auf Drängen seines Freundes Patrick Finn zog er im Alter von 21 Jahren nach Los Angeles. Kurz nach seiner Ankunft in Los Angeles schloss sich Wilson einer kurzlebigen Band namens Bush an, in der er seinen Freund und zukünftigen Weezer-Bassisten Matt Sharp kennenlernte.
Wilson spielte außerdem mit dem späteren Weezer-Frontmann Rivers Cuomo in einer anderen Band namens Fuzz, die sich jedoch innerhalb von drei Monaten auflöste. Wilson sagte: „Als ich Matt Sharp kennengelernt hatte, versuchten wir, uns etwas auszudenken. Wir hatten eine große Leidenschaft und Interesse an bestimmten Musikrichtungen, aber wir wussten nicht, wie sich das auf das übertragen ließe, was wir tun würden. Also trafen wir Rivers – „Er hat ein 8-Spur-Gerät, lass uns mit ihm gehen“ – und wir überzeugten ihn, mit uns in diese Wohnung zu ziehen. Rivers fing gerade an, Songs zu schreiben, und er bat mich, bei einem seiner Songs Schlagzeug zu spielen. Daraus wurde eine Band namens Fuzz mit dieser Bassistin. Das war ziemlich cool, aber sie musste sterben.“
Im Frühjahr 1991 zog Sharp nach Berkeley, um sich dem zu widmen, was Karl Koch „eine Art symphonische Keyboard-Sequenzmusik“ nannte. Andere Bandmitglieder zogen in getrennte Wohnungen. Während dieser Zeit trat Wilson in verschiedenen Bands auf, beispielsweise den Dum Dums und United Dirt. Cuomo, Wilson und Cropper schlossen sich zusammen mit Patrick Finn zu einer Band namens Sixty Wrong Sausages zusammen. Später, nachdem sich Sixty Wrong Sausages Ende 1991 auflöste, ersetzte Sharp Finn. Während dieser Zeit begannen Wilson und Cuomo ein „50-Song-Projekt“, in dem sie sich dem Schreiben von 50 neuen Songs widmeten. Aus diesem Projekt entstanden zukünftige Weezer-Songs wie „Undone – The Sweater Song“, „My Name Is Jonas“, „Lullaby for Wayne“ und „The World Has Turned and Left Me Here“.
Im Januar 1992 nahm Sharp wieder Kontakt zu seinen ehemaligen Bandkollegen Cuomo, Wilson und Cropper auf, und Wilson zeigte ihm Material aus seinem und Cuomos „50-Song-Projekt“. Sharp war mit dem Material zufrieden und kehrte nach Los Angeles zurück, um sich der Band anzuschließen, die nun aus Cuomo, Wilson und Cropper bestand und nun unter dem Namen Weezer auftrat.

### Mit Weezer
Zusätzlich zu seinen Aufgaben als Schlagzeuger war Wilson an drei Weezer-Songs mitgeschrieben („The World Has Turned and Left Me Here“, „Surf Wax America“ und „My Name Is Jonas“) und war an zwei Solo-Songs beteiligt („Automatic“ und „In the Mall“). Bei „Automatic“ ist er außerdem Lead-Gesang/Lead-Gitarre. Cuomo und Wilson haben jedoch noch viele weitere Songs gemeinsam geschrieben, darunter „Lemonade“ (veröffentlicht auf Alone: The Home Recordings of Rivers Cuomo) und „Lullaby for Wayne“ (veröffentlicht auf der Deluxe-Version von Weezer aus dem Jahr 1994).
Wilsons Stunts auf Skateboards, Rollern und Fahrrädern wurden auf Video aufgenommen und auf der offiziellen Website von Weezer veröffentlicht. Einige dieser Videos sind auf Weezers DVD Video Capture Device zu sehen, die 2004 veröffentlicht wurde. Wilson spielt bei einigen Songs auf der Tour Akustikgitarre, und 2005 spielte er auf der Tour mit den Foo Fighters die Leadgitarre und sang „Photograph“, woraufhin er ein Cover von Blurs „Song 2“ folgen ließ.
Wilson schrieb und spielte Leadgesang/Gitarre bei „Automatic“ auf Weezers drittem selbstbetitelten Album. Das Lied wurde von LA Riots für das Videospiel Gran Turismo 5 Prologue neu abgemischt. Wilson sang auch Leadgesang auf den B-Seiten-Covern des Albums von „Life’s What You Make It“ (Talk Talk) und „Love My Way“ (The Psychedelic Furs). Er steuerte auch Gesang zu Weezers Cover von „Are ‚Friends‘ Electric?“ von Tubeway Army bei, das er 2005 live mit Weezer gesungen hatte.
Während der Troublemaker-Tour von Weezer im Jahr 2008 spielte Wilson Schlagzeug und sang zusammen mit Scott Shriner und Cuomo einen dreistimmigen Leadgesang bei „My Name Is Jonas“, sang den Leadgesang und die Leadgitarre bei „Automatic“ und Coverversionen von „Sliver“ von Nirvana, „Morning Glory“ von Oasis und „Time“ von Pink Floyd und spielte Schlagzeug und den Hintergrundgesang bei „The Greatest Man That Ever Lived“.
Während der Weezer-Tour 2009 im Vorprogramm von Blink-182 spielte Josh Freese Schlagzeug für Weezer, während Wilson bei den meisten Auftritten Gitarre spielte, was durch Cuomos Wunsch notwendig wurde, interaktiver und mobiler auf der Bühne zu sein und sich weniger mit der Gitarrenarbeit zu beschäftigen.

### Weitere Projekte
Wilson nimmt mit seiner eigenen Band, The Special Goodness, auf und tritt mit ihr auf. Er schreibt Songs, singt und spielt die meisten Instrumente. Die Band hat mehrere Alben veröffentlicht und Wilson hat Songs auf seiner Website veröffentlicht.
Fast unmittelbar nach dem ersten Erfolg von Weezer spielte Wilson Schlagzeug auf der ersten Platte der Rentals, Return of the Rentals, er tourte jedoch nie mit der Band.
Wilson und Weezer-Gitarrist Brian Bell arbeiteten gemeinsam an einem Cover des Velvet-Underground-Songs Heroin für den Film Factory Girl aus dem Jahr 2006. Darüber hinaus bekamen Wilson und Bell in dem Film kleine Rollen als John Cale bzw. Lou Reed.
Wilson fungierte als ausführender Produzent des No Agenda--Podcasts. Er wirkte auch an Episode 82 des MacBreak Weekly- Podcasts mit.

## Diskografie

### Mit The Special Goodness
- 1998 – Special Goodness (a.k.a. "The Bunny Record")
- 2001 – At Some Point, Birds and Flowers Became Interesting (a.k.a. "Pinecone")
- 2003 – Land Air Sea
- 2012 – Natural

### Mit The Rentals
- 1995 – Return of the Rentals

### Mit Rivers Cuomo
- 2007 – Alone: The Home Recordings of Rivers Cuomo (Mitautor und Schlagzeug bei "Lemonade")

### Mit Homie
- 1998 – Meet the Deedles soundtrack (Schlagzeug bei "American Girls")